# Bartheletiomycetes
Bartheletiomycetes Thines – klasa podstawczaków (Basidiomycota). Utworzona  została w 2017 roku. W 2020 roku już została uznana za nieważną

## Charakterystyka
Jedyny należący do Bartheletiomycetes gatunek posiada specyficzne i unikalne cechy budowy. Septa między jego komórkami posiada drobną perforację przypominającą plasmodesmę. Podczas rozmnażania wytwarza grubościenne teliospory z podłużnymi przxegrodami.

## Systematyka
Według aktualizowanej klasyfikacji Index Fungorum bazującej na Dictionary of the Fungi jest to takson monotypowy do którego należy jeden tylko gatunek:
- rząd Bartheletiales Thines 2017
  - rodzina Bartheletiaceae R. Bauer, Scheuer, M. Lutz & Grube 2008
    - rodzaj Bartheletia G. Arnaud ex Scheuer, R. Bauer, M. Lutz, Stabenth., Melnik & Grube 2008
      - gatunek Bartheletia paradoxa G. Arnaud 1954